# Чикаго
Чика́го (англ. Chicago, американское произношение: [ʃɪˈkɑːɡoʊ] (слушать)о файле), официально Город Чикаго (англ. City of Chicago) — самый населённый город штата Иллинойс и третий по населению город в Соединённых Штатах. С оценочным населением в 2 747 000 человек в 2022 году, это также самый крупный город на Среднем Западе. Чикаго — окружной центр округа Кук, второго по населению округа США, с маленькой частью города в округе Ду-Пейдж. Чикаго является главным городом агломерации Чикаго, иногда называемой «Чикаголэнд». С населением в почти 10 миллионов, эта агломерация является третьей по населению в США.
Расположенный на берегу озера Мичиган, Чикаго стал городом в 1837 рядом с протоком между Великими Озёрами и рекой Миссисипи и быстро вырос в середине XIX века. После Великого пожара, который уничтожил несколько квадратных миль и оставил больше 100 000 человек без дома, город приложил существенные усилия для перестройки. Резкий рост строительства ускорил рост населения на несколько десятилетий вперёд, и в 1900, менее чем через тридцать лет после пожара, Чикаго стал пятым по величине городом в мире. Чикаго внёс вклад в развитие городского планирования и зонирования, включая новые стили построек, развитие движения Красивых городов, и небоскрёбы из стали.
Чикаго — международный центр финансов, культуры, коммерческой деятельности, индустрии, обучения, технологий, телекоммуникаций и транспорта. Здесь была создана Чикагская торговая палата, которая является одним из самых больших и разнообразных рынков деривативов. В зависимости от года, международный аэропорт О’Хара является пятым или шестым по загруженности аэропортом в мире. В регионе также находится самое большое количество федеральных шоссе. Согласно данным Globalization and World Cities Research Network, Чикаго является альфа-глобальным городом и 12-м глобальным городом в мире. Район Чикаго имеет один из самых больших ВВП в мире — в 2018 он равнялся 689 млрд $. Город имеет многообразную и сбалансированную экономику, и ни одна индустрия не обладает больше, чем 14 % всех работников. Чикаго является домом части компаний из Fortune 500, включая Boeing, Kraft Heinz, McDonald’s, Sears и Walgreens.
58 миллионов туристов сделали Чикаго в 2018 году вторым по посещаемости городом США, сразу после Нью-Йорка с 65 миллионами. Город был назван первым в мире в Городском индексе жизни Time Out. Достопримечательности включают в себя Миллениум-парк, Чикагский институт искусств, Музейный кампус и Уиллис-Тауэр. Культура Чикаго включает изобразительное искусство, литературу, кинематограф, театр, комедию (особенно импровизированную), еду и музыку (в особенности джаз, блюз, соул, хип-хоп и EDM). Среди колледжей престижем обладают Чикагский университет, Северо-Западный университет и Иллинойский университет в Чикаго. Чикаго также имеет профессиональные спортивные команды, включая две из Главной лиги бейсбола.

## История

### XVII—XIX века

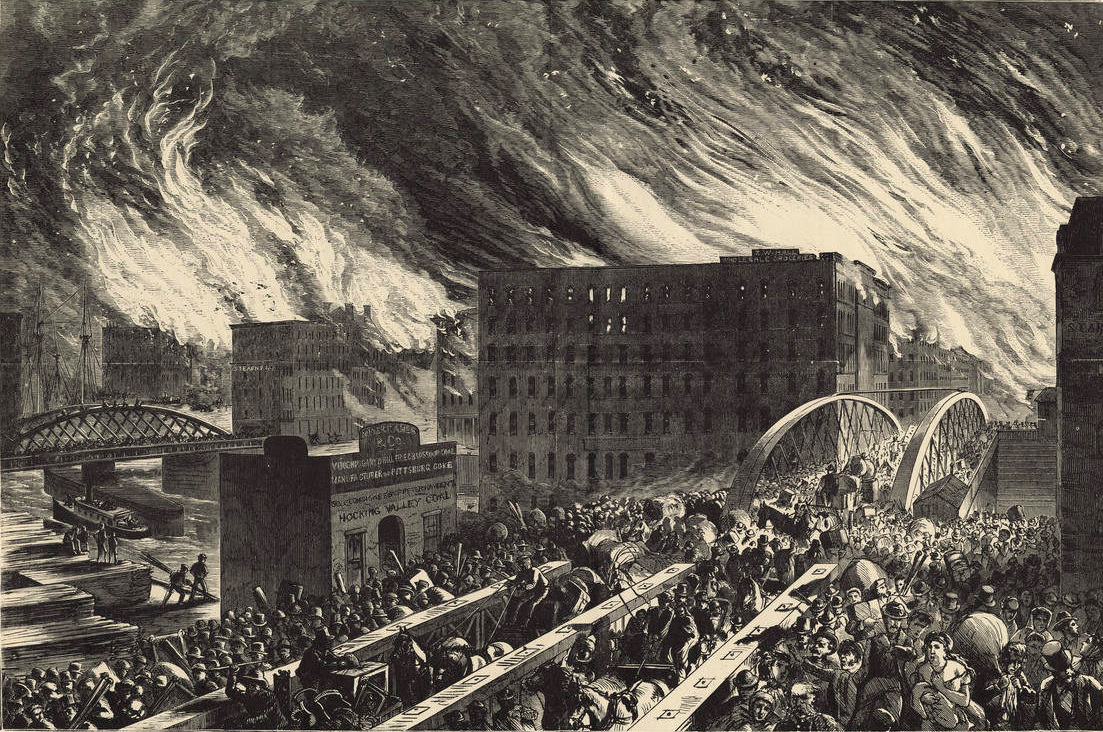
Изображение Великого чикагского пожара

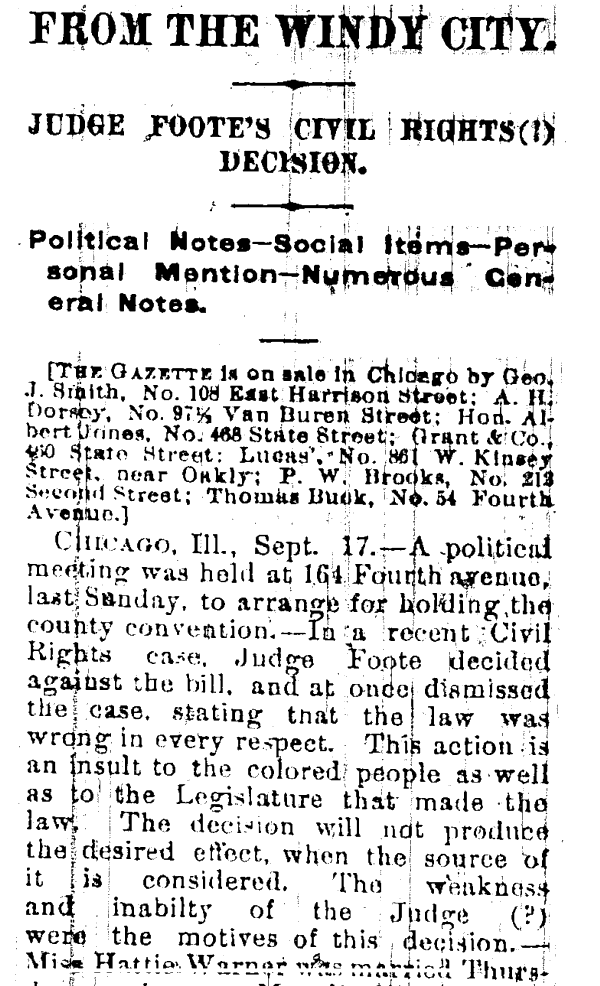
Заметка, в которой Чикаго впервые был назван «Городом ветров»

Впервые упоминается в 1673 году. В 1674 году на месте современного Чикаго французским иезуитом Жаком Маркеттом был основан миссионерский пост.
В конце XVIII века на месте будущего города основал торговую факторию чернокожий торговец французского происхождения Жан-Батист Пуэн дю Сабль, который в настоящее время считается официальным основателем города. Однако на карте Чикаго появился лишь в 1833 году как посёлок с населением 350 человек. Название Chicago (в оригинале произносимое как Щикаго) — это изменённое французами слово из языка местных индейцев майами-иллинойс shikaakwa, которое означает дикий лук или чеснок (Allium tricoccum).
В 1804 году на месте современного Чикаго был построен форт Дирборн.
В 1837 году Чикаго получил статус города, а уже в 1840 году население достигает численности более 4 тыс человек. Занимая выгодное географическое положение между западом и востоком США, Чикаго быстро становится одним из ключевых транспортных узлов страны, что в свою очередь вызвало подъём производства в городе и приток иммигрантов.
В 1856 году городской муниципалитет одобрил проект о постройке первой в США городской канализации. В рамках этого проекта в 1850-е и 1860-е годы производилось повышение уровня почвы города. В соответствии с планом все отходы сбрасывались в озеро Мичиган.
В 1871 году большая часть города сгорела в Великом чикагском пожаре. Это дало возможность заново отстроить город и послужило толчком к величайшему строительному буму в стране, который привёл к тому, что город стал центром архитектуры США.

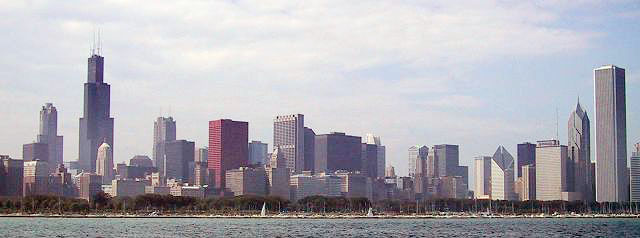
Небоскрёбы Чикаго, вид с озера Мичиган

В 1885 году в Чикаго строится первый в мире небоскрёб. В 1880-х рабочие Чикаго приняли участие в борьбе за 8-часовой рабочий день. 1 мая 1886 года в Чикаго, охваченном массовой стачкой, происходила демонстрация под лозунгом борьбы за 8-часовой рабочий день. В 1892 году основывается Чикагский университет, ставший одним из ведущих университетов мира, а в 1893 году в городе проводится Всемирная выставка, получившая название «Колумбовская» и собравшая более 27 миллионов гостей. В целом данную эпоху в истории Чикаго можно охарактеризовать как эпоху экономического, в первую очередь индустриального, подъёма города. В 1890 году Чикаго становится вторым по размерам городом в США (после Нью-Йорка) с населением в 1,1 млн человек.
С ростом города стал ощущаться недостаток чистой воды и проблемы с водоотведением, поскольку город сливал нечистоты в озеро Мичиган. В 1900 году проблема была решена разворотом реки Чикаго, чтобы она вытекала из озера Мичиган, и строительством очистного канала, ведущего в реку Иллинойс.

### XX век

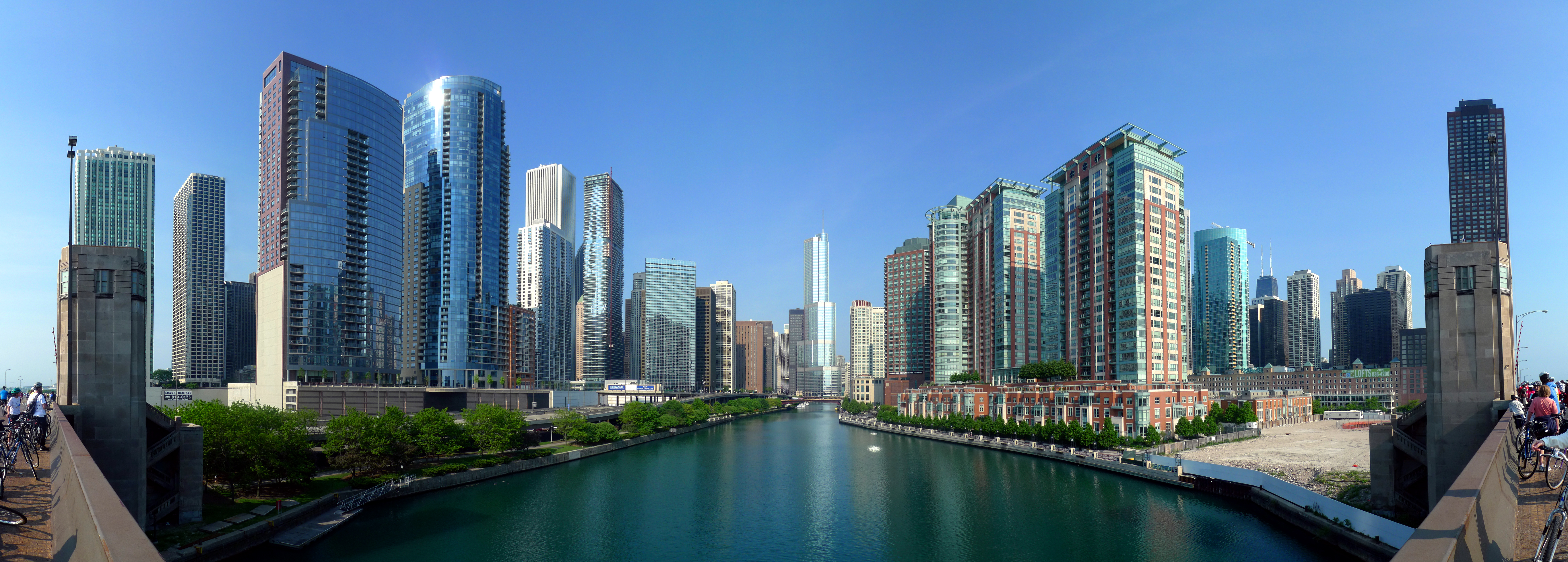
Вид на реку Чикаго

В 1920 году город приобрёл международную «славу» в связи с ростом организованной преступности во главе со знаменитыми гангстерами, такими как Аль Капоне. В 1920-х годах в Чикаго насчитывалось более тысячи банд. В городе происходит стремительный рост промышленности, что вызывает приток мигрантов в город, в первую очередь афроамериканцев. Приток афроамериканцев вызвал расцвет афроамериканской культуры, в том числе джаза. Наиболее ярким представителем движения являлся знаменитый Кинг Оливер. В 1925 году в Чикаго афроамериканец из Северной Каролины Тимоти Дрю (1886—1929), взявший себе имя Нобл Дрю Али, основал религиозную организацию, базирующуюся на идеях ислама — «Мавританский священный храм науки», которая в 1928 году была переименована в «Мавританский научный храм Америки». Позднее её отделения были созданы в ряде городов севера США.
Именно в Чикагском университете в 1942 году, в рамках Манхэттенского проекта, была проведена первая в мире управляемая ядерная реакция.
Чикаго — один из центров архитектуры США. Пять из 10 самых высоких зданий в США и 10 из 50 самых высоких зданий в мире находятся в Чикаго, включая бывшее самое высокое здание США — «Уиллис-тауэр» (до 2009 года известное как «Сирс-тауэр»).
В 1954 году город был награждён премией «All-America City Award» (с англ. — «Всеамериканский город») присуждаемой Национальной гражданской лигой, которую неофициально называют «Нобелевской премией за конструктивное гражданство» и которая выдается за активную гражданскую позицию жителей некорпоративных сообществ Соединённых Штатов в жизни местного самоуправления. 
Вторая половина XX века для Чикаго связана с субурбанизацией — многие жители Чикаго переселяются в пригороды. Город становится более комфортным для проживания, строятся новые здания, ставшие лицом города, в том числе и «Сирс-тауэр». Город приобретает современный вид.

## Физико-географическая характеристика

### Географическое положение
Чикаго располагается на северо-востоке штата Иллинойс, на юго-западном берегу озера Мичиган. Город располагается на берегах реки Чикаго и реки Калумет. Чикагский санитарно-судовой канал соединяет реку Чикаго с рекой Дес-Плейнс, протекающей через восток города. Тогда как раньше река Чикаго использовалась для судоходства, сейчас для этих целей в основном используется озеро Мичиган.

### Климат
Чикаго находится в зоне влажного континентального климата (Dfa — по классификации климатов Кёппена). Лето продолжительное и дождливое, влажное и жаркое, зима сравнительно холодная, но короткая и переменчивая. Средняя суточная температура июля — 24,8 °C, января — −3,3 °C. Годовая норма осадков — 940 мм.
- Среднегодовая температура воздуха — 10,2 °C
- Средняя скорость ветра — 4,3 м/с
- Относительная влажность воздуха — 71 %

| Показатель                    | Янв.  | Фев.  | Март  | Апр.  | Май  | Июнь | Июль | Авг. | Сен. | Окт. | Нояб. | Дек.  | Год   |
| ----------------------------- | ----- | ----- | ----- | ----- | ---- | ---- | ---- | ---- | ---- | ---- | ----- | ----- | ----- |
| Абсолютный максимум, °C       | 19,4  | 23,9  | 31,1  | 33,0  | 39,0 | 42,0 | 43,6 | 40,0 | 39,0 | 34,4 | 27,2  | 22,0  | 43,6  |
| Средний суточный максимум, °C | −0,6  | 2,5   | 8,8   | 15,5  | 21,8 | 27,5 | 29,7 | 28,3 | 24,6 | 17,5 | 9,6   | 3,0   | 15,8  |
| Средняя температура, °C       | −3,3  | −1,4  | 4,4   | 10,5  | 16,6 | 22,2 | 24,8 | 24,0 | 20,0 | 12,4 | 5,5   | −0,6  | 11,3  |
| Средний суточный минимум, °C  | −7    | −5,3  | −0,0  | 5,3   | 11,1 | 17,0 | 20,1 | 19,4 | 15,0 | 8,0  | 1,3   | −3,6  | 7,0   |
| Абсолютный минимум, °C        | −32,8 | −29,4 | −24,4 | −13,9 | −2,8 | 1,7  | 7,2  | 5,6  | −2   | −10  | −19,4 | −31,7 | −32,8 |
| Норма осадков, мм             | 58    | 55    | 68    | 105   | 121  | 116  | 103  | 105  | 85   | 96   | 80    | 60    | 1038  |
| Источник:                     |       |       |       |       |      |      |      |      |      |      |       |       |       |

## Транспорт

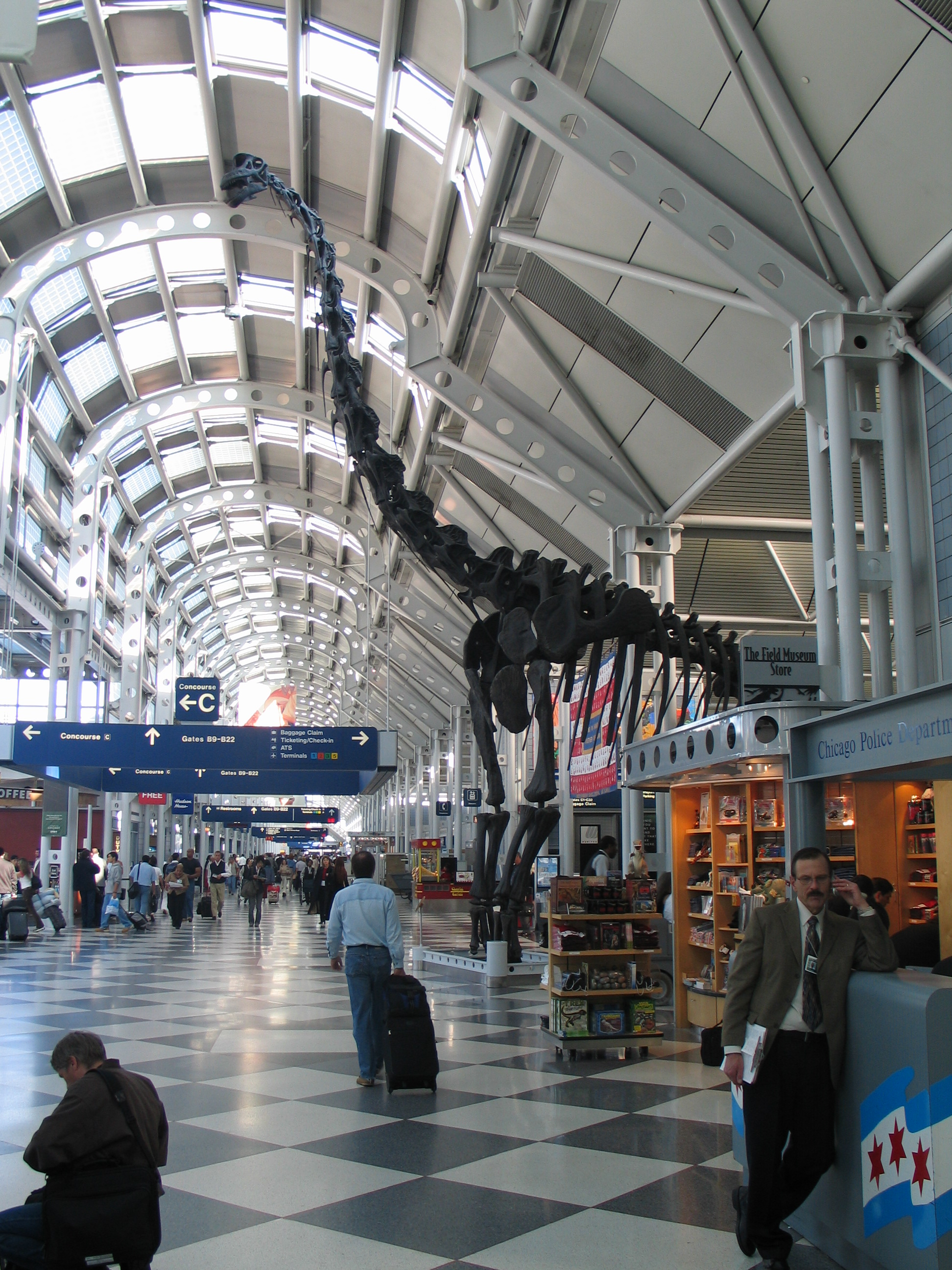
Внутренний переход аэропорта О’Хара

### Автомобильный транспорт
Правостороннее движение

### Общественный транспорт
Работу общественного транспорта в Чикаго и пригородах обеспечивают три агентства:
- Чикагское управление городского транспорта (англ. Chicago Transit Authority, CTA) — Транспортная администрация Чикаго управляет второй по величине системой общественного транспорта в США, включающей 152 автобусных маршрута и 8 линий метрополитена. Ежедневно CTA перевозит 1,4 миллиона пассажиров: автобусы перевозят около миллиона пассажиров ежедневно, ещё полмиллиона человек пользуется поездами метро. Маршруты CTA охватывают весь Чикаго и 40 близлежащих пригородов. Голубая и оранжевая линии поездов CTA связывают центр города с городскими аэропортами.
- Metra — система пригородного железнодорожного сообщения, обслуживающая Чикаго и шесть близлежащих округов штата Иллинойс и северо-запад штата Индиана. Поезда Metra обслуживают около 200 железнодорожных станций, расположенных на 11 линиях. Только одна из них электрифицирована, остальные пользуются тепловозной тягой.
- Pace[англ.] — система пригородного автобусного сообщения, обслуживающая преимущественно шесть прилегающих к Чикаго округов штата Иллинойс, а также несколько маршрутов в самом городе.

### Аэропорты
Чикаго обслуживают два крупных аэропорта и несколько мелких.
Международный аэропорт О’Хара расположен к западу от Чикаго и располагается за городской чертой (в городе Парк-Ридж), хотя административно относится к Чикаго. Это один из самых крупных аэропортов в мире. Имеет 4 терминала: 1, 2, 3 — для внутриамериканских авиалиний, и 5-й терминал — международный (номер 4 присвоен автобусному терминалу на территории аэропорта).
Аэропорт «О’Хара» являлся самым загруженным аэропортом в мире до 1998 года. По статистике он занимает четвёртое место в мире по количеству перевозимых пассажиров.
Второй аэропорт — Мидуэй — гораздо меньше и располагается в юго-западной части города.

## Второй финансовый центр США
В Чикаго расположен один из 12 федеральных резервных банков Федеральный резервный банк Чикаго, крупнейшие биржи Чикагская торговая палата и Чикагская товарная биржа, объединённые в CME Group, Чикагская биржа опционов, Чикагская фондовая биржа.
Чикаго-Луп — деловой центр Чикаго, второй по величине в США после Манхеттена. В нём расположены биржи, штаб-квартиры таких известных фирм как United Airlines, банка Chase, Boeing и других. Главная торговая улица Стейт-стрит; улица Ласалль, называемая чикагской Уолл-стрит; Мичиган-авеню, считающаяся красивейшей улицей города, часть которой — «Великолепная Миля» — славится фешенебельными отелями, ресторанами и магазинами.

## Достопримечательности
- Центр архитектуры — представлена история американского небоскрёбостроения. Самым первым небоскрёбом принято считать построенное по проекту архитектора Уильяма Ле Барона Дженни в 1885 году в Чикаго здание Home Insurance Building, просуществовавшее до 1931 года. Первоначально оно имело 10 этажей, а в 1891 году были надстроены ещё два. Сегодня[когда?] 5 из 10 самых высоких зданий в США и 10 из 50 самых высоких зданий в мире находятся в Чикаго. Также по проекту архитектора Сантьяго Калатравы было запланировано и в 2007 году начато строительство «Чикаго-Спайр». Здание высотой 609 метров, по форме напоминающее сверло, должно было быть построено к 2012 году, однако в 2008 году проект был приостановлен.
- Квартал небоскрёбов, где находится здание, построенное Луисом Салливаном, украшенное тонкой вязью из кованого железа и огромными окнами, а также небоскрёб State of Illinois Building, спроектированный в 1985 году, с вращающимися полами и прозрачными лифтами. Небоскрёб Tribune Tower, построенный в готическом стиле по международному конкурсному проекту в 1920-х годах, в котором размещаются редакции чикагских газет, можно увидеть сразу за мостом Дюсейбл, где раскинулся самый богатый район города.

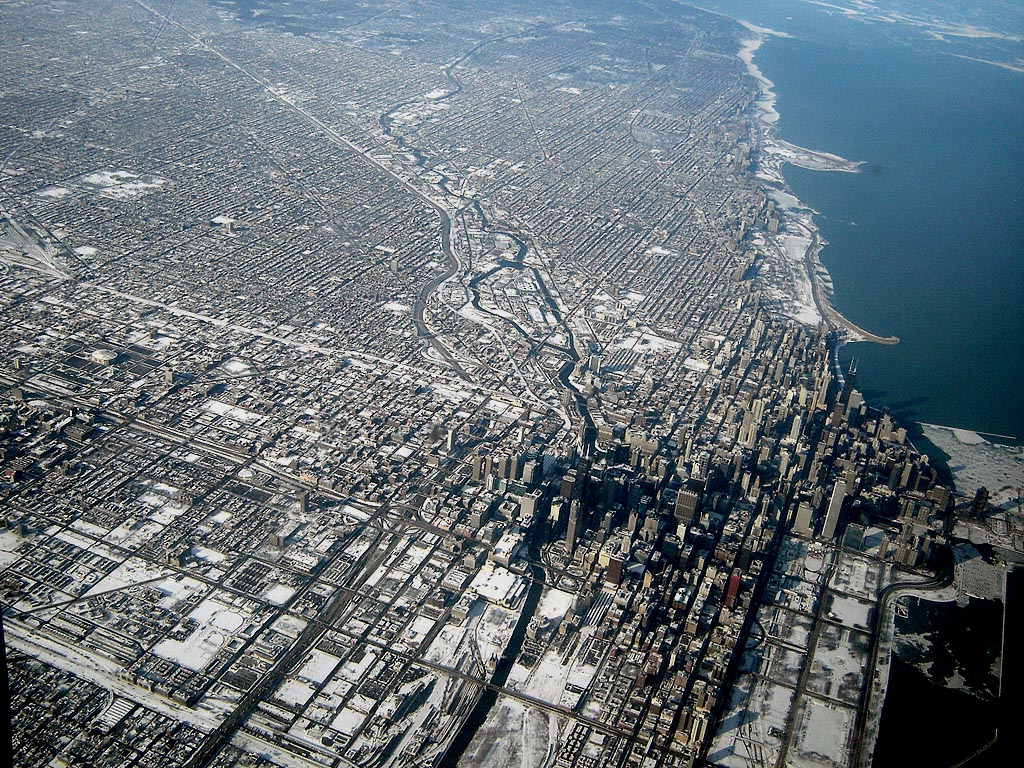
Чикаго с высоты птичьего полёта

- Олд-Таун[англ.] (от англ. Old Town — «Старый город») — район, где сохранились магазинчики и другие постройки начала XX века и находится действующая церковь Св. Михаила.
- Голд-Кост[англ.] (от англ. Gold Coast — «Золотой берег») — район между Линкольн-Парк[англ.] и водонапорной башней, где сохранилось много старинных особняков. Долгое время это было место, где селилась элита, отсюда и произошло название.
- Мозаичные панно Марка Шагала «Четыре времени года», опоясывающие здание банка The First National Bank Building and Plaza.
- Скульптура работы Пабло Пикассо, расположенная на площади Daley Plaza, — популярное место встреч жителей Чикаго и гостей города. Находится Музей Современного искусства Чикаго и Чикагский Институт искусств.
- Яхт-клуб Чикаго[англ.]

### Здания и сооружения

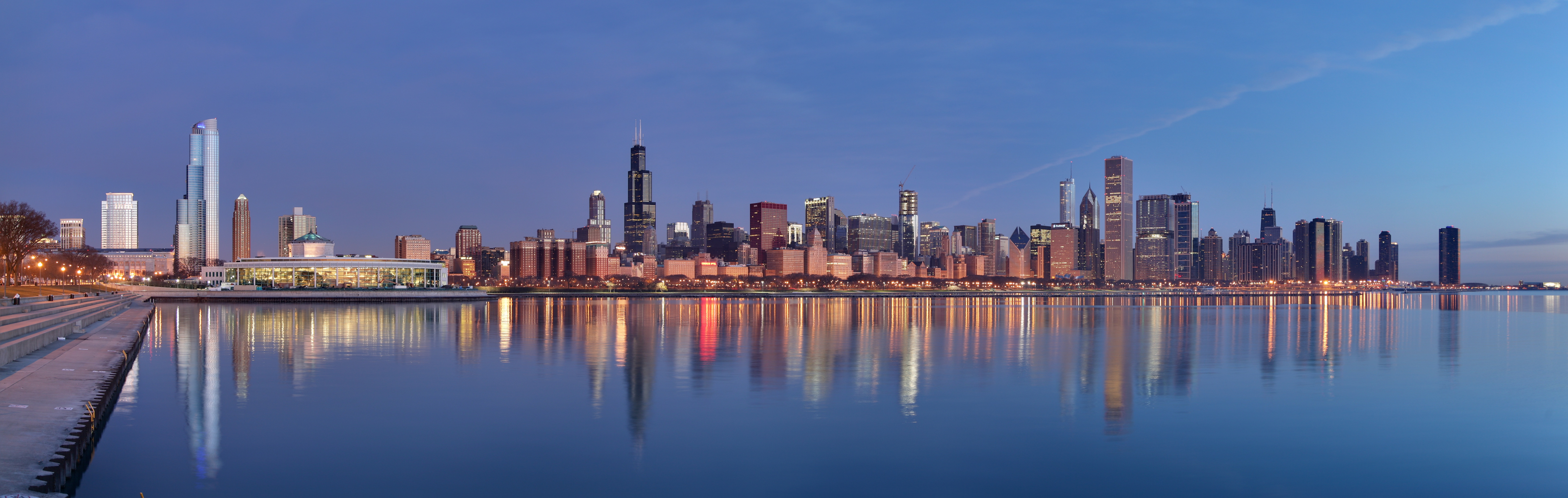
Вид на город

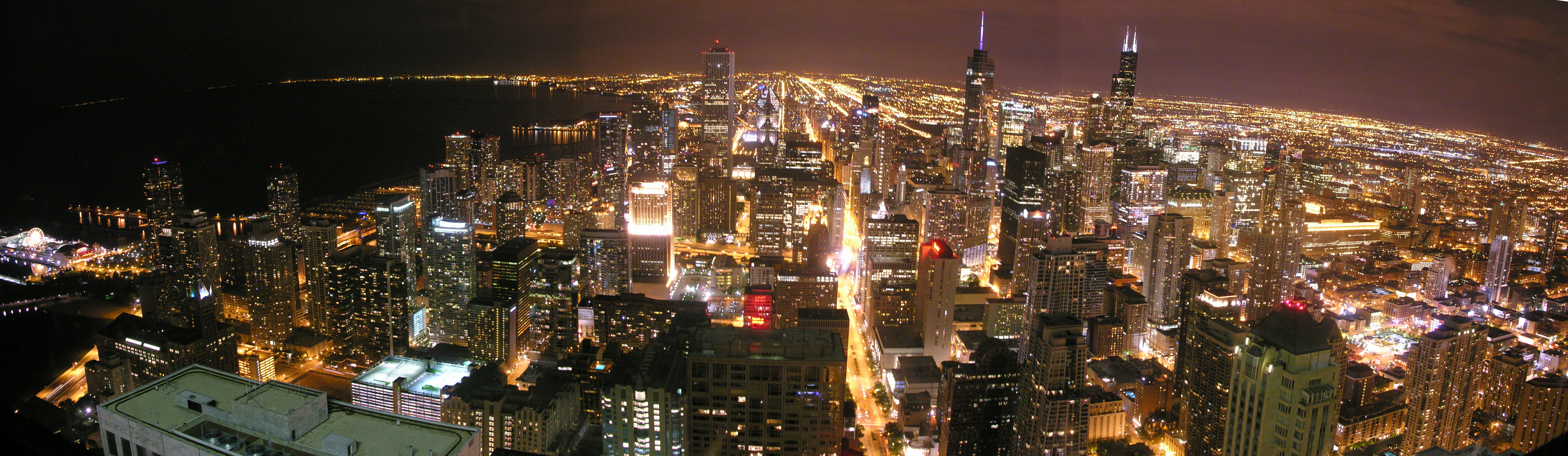
Вид с John Hancock Center

- Чикагская водонапорная башня — на углу Норт-Мичиган-авеню (англ. North Michigan Avenue) и Ист-Пирсон-стрит (англ. East Pearson Street), построенная в 1867 году, единственная, пережившая пожар 1871 года и до сих пор обеспечивающая водой почти 400 тысяч человек в северной части города.
- Йель-билдинг
- Дом Джеймса Чарнли
- Фишер-билдинг
- Гостиница Блэкстон ― гостиница в Чикаго, известная тем, что среди её постояльцев были президенты США[26].
- Чикагский университет. Из стен известного во всём мире чикагского университета вышло больше лауреатов Нобелевской премии, чем из какого-либо другого университета. В 1942 году здесь была проведена первая в мире управляемая ядерная реакция.
- Морской причал
- «Уиллис-тауэр» — второе по высоте здание в США (110 этажей, высота 443 м), состоящее из девяти башен различной высоты, соединённых в единую структуру. Можно подняться на смотровую площадку на 103-м этаже, откуда открывается вид на весь город, окрестности и озеро Мичиган, а в ясный день — и на прилегающие территории четырёх штатов. До 1998 года, когда были построены башни-близнецы «Петронас-Тауэрс» в Куала-Лумпуре, башня носила звание самого высокого здания в мире. В здании располагается музей небоскрёба, магазины и рестораны.

### Парки и сады
Вдоль набережной Lake Shore Drive, от берега озера Мичиган до деловых и жилых кварталов города, протянулись живописные парки. Самые известные из них — Грант-парк, Миллениум-парк и Линкольн-парк. Южнее находятся Burnham Park и Jackson Park in Hyde Park.
В череду парков вкраплены более 30 пляжей (любители плавания предпочитают пляжи Lincoln Park Beach и Oak Street Beach; хорошие, но меньшие по размеру и более каменистые пляжи расположены между 49-й и 57-й улицей), зоопарк (Lincoln Park Zoo), несколько птичьих заповедников, морской пирс Navy Pier и Музейный городок The Museum Campus. Ещё первоначальный план развития города предполагал оставить прибрежную полосу свободной от застройки. В 1839 году эти земли были объявлены общественными и должны были «навсегда оставаться свободными от зданий».
- Грант-парк (прежде известный как Lake Park, в 1901 году был назван в честь Улисса Гранта, жителя Иллинойса, полководца северян в годы Гражданской войны в США, генерала армии и 18-го президента США) занимает площадь 1,29 км² и включает искусственный Северный остров. На территории парка находятся планетарий и астрономический музей Адлера, первый планетарий, построенный в Западном полушарии в 1930 году, музей естественной истории им. Филда и Аквариум Шедда, долгое время остававшийся самым большим аквариумом в мире (19 млн л воды, 25 000 обитателей) и по сей день являющийся одним из самых посещаемых мест в Чикаго. Эти три музея были объединены в 1998 году в музейный кампус Чикаго. 
 Грант-парк принимает крупнейшие фестивали, такие как Taste of Chicago, Фестиваль джаза в Чикаго (Chicago Jazz Festival), чикагский блюзовый фестиваль (англ. Chicago Blues Festival), «Венецианская ночь» (англ. Venetian Night), а также музыкальный фестиваль Lollapalooza (рок, хип-хоп, панк, танцы и музыкальная комедия). 4 июля с раннего утра начинаются торжества, посвящённые Дню Независимости, а с наступлением темноты парк озаряется огнями фейерверка. В Грант-парке стартует и финиширует чикагский марафон. Для широкой публики открыты 16 полей для софтбола (разновидность бейсбола), 12 теннисных кортов, проводятся занятия фитнесом, йогой и аэробикой. В парке расположен Чикагский институт искусств — художественный музей, славящийся своей обширной коллекцией импрессионистов и американского искусства. В центре Грант-парка находится Букингемский фонтан (Buckingham Fountain) — один из самых больших фонтанов в мире. Открытый в 1927 году, он и сегодня радует жителей и гостей Чикаго цветодинамическими музыкальными шоу (с 21:00 до 22:00 в тёплое время года).
- Миллениум-парк был открыт в 2004 году в северной части Грант-парка, на крыше депо и большой крытой автостоянки, и стал важнейшей достопримечательностью Чикаго. Это самый большой парк, разбитый на крыше в мире (его площадь — 101 000 м²), и своеобразная витрина постмодернистской архитектуры. Три главные «изюминки» парка — Клауд-Гейт, Фонтан Крауна и Павильон Джея Прицкера[англ.] — главная достопримечательность парка, эстрада на 4000 мест, спроектированная всемирно известным архитектором Фрэнком Гери. Павильон состоит из изгибающихся поверхностей из нержавеющей стали, напоминающих изящный цветок или разворачивающиеся паруса корабля. Здесь, в павильоне Прицкера и на прилегающей к нему лужайке, где могут разместиться 7000 человек, проводится Музыкальный фестиваль в Грант-парке.
- Ворота Клауд-Гейт — трёхэтажная отполированная до зеркального блеска стальная конструкция весом в 110 тонн, напоминающая каплю ртути, прозванная в народе The Bean («Боб»). Это первое произведение на территории США знаменитого скульптора, лауреата Премии Тернера, Аниша Капура. Искривлённая зеркальная поверхность отражает причудливым образом посетителей, небоскрёбы и само небо. С момента установки в 2004 году Cloud Gate — одна из самых популярных скульптур Чикаго.
- Фонтан Крауна — фонтан, выполненный по проекту каталонского скульптора Жауме Пленса (Jaume Plensa). Из прозрачных стеклянных блоков сложены две 15-метровые башни, укреплённые по обеим сторонам чёрной гранитной панели и погруженные в воду. Между этими стеклянными панелями расположены светодиодные экраны, при освещении показывающие лица почти тысячи жителей Чикаго.
В Миллениум Парк также находятся каток McCormick Tribune Ice Skating Rink, Peristyle at Wrigley Square, Joan W. and Irving B. Harris Theater for Music and Dance, AT&T Plaza, Lurie Garden, Chase Promenade.
- Чикагский ботанический сад (англ. Chicago Botanical Garden), раскинувшийся на территории 120 га.

## Население
| Расовый состав                            | 2019   | 2010   | 1990   | 1970   | 1940   |
| ----------------------------------------- | ------ | ------ | ------ | ------ | ------ |
| Белые американцы                          | 50,8 % | 45,0 % | 45,4 % | 65,6 % | 91,7 % |
| — Неиспаноязычные белые                   | 33,5 % | 31,7 % | 37,9 % | 59,0 % | 91,2 % |
| Афроамериканцы                            | 28,5 % | 32,9 % | 39,1 % | 32,7 % | 8,2 %  |
| Испанец или латиноамериканец (любой расы) | 28,8 % | 28,9 % | 19,6 % | 7,4 %  | 0,5 %  |
| Азиаты                                    | 6,9 %  | 5,5 %  | 3,7 %  | 0,9 %  | 0,1 %  |

| 1833 | 2010       | 2014       | 2017       | 2020       |
| ---- | ---------- | ---------- | ---------- | ---------- |
| 350  | ↗2 695 598 | ↗2 722 389 | ↘2 716 000 | ↗2 746 388 |

## Культура

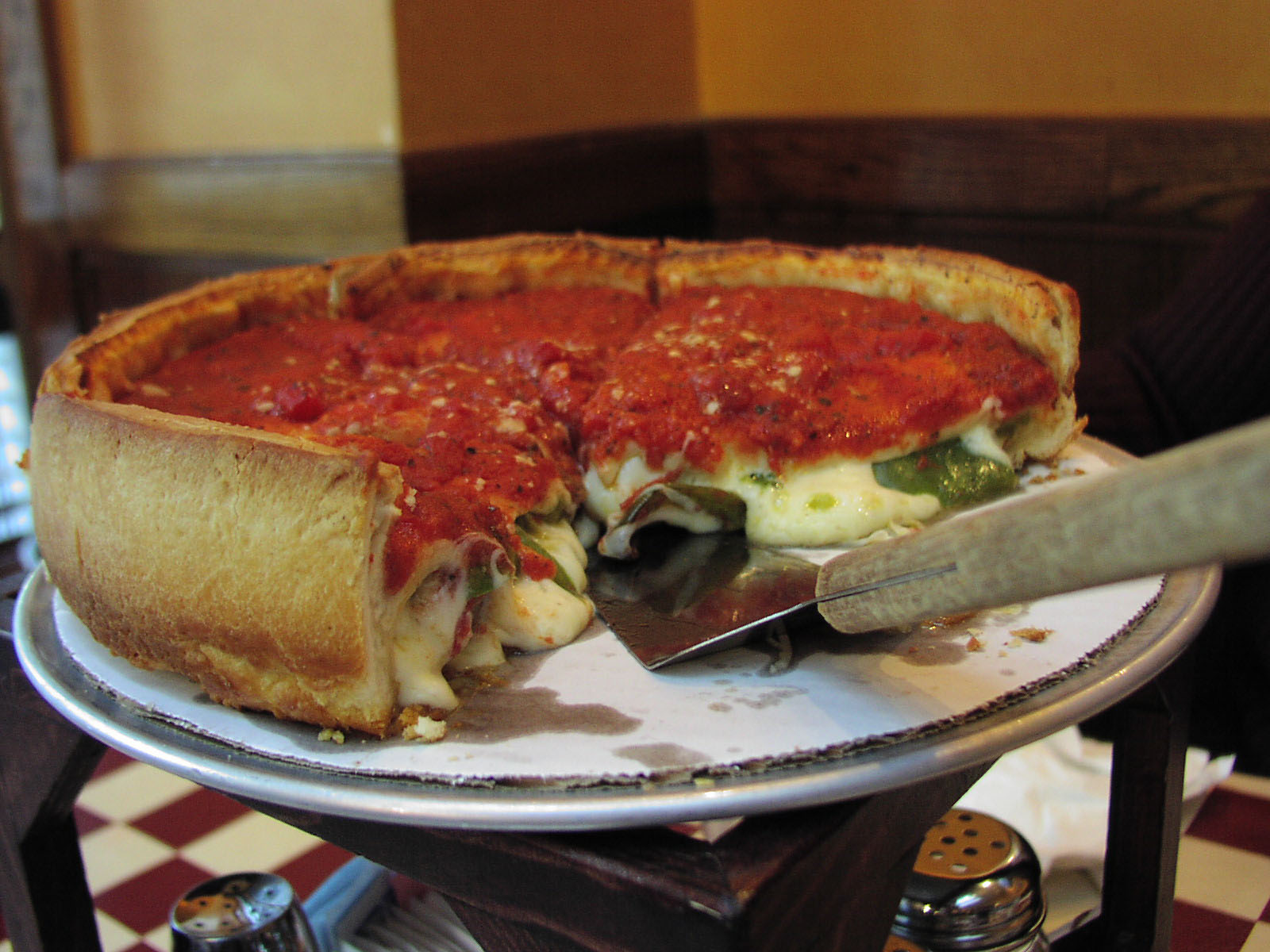
Пицца по-чикагски

Летний Чикаго уже неотделим от фестивалей, собирающих многие тысячи людей.
- с конца июня по конец сентября в Highland Park проходит Ravinia Festival (чикагский симфонический оркестр, балетные труппы, фольклорные и джазовые оркестры, комедийные артисты и т. п.)
- в конце мая в Grant Park проводится Чикагский блюзовый фестиваль (Chicago Blues Festival)
- в июле — Chicago Gospel Festival,
- в конце сентября — Чикагский джазовый фестиваль (Chicago Jazz Festival).

Grant Park принимает и такие крупнейшие фестивали, как Taste of Chicago, «Венецианская Ночь» (Venetian Night), а также музыкальный фестиваль Lollapalooza.

### Музеи и выставки
- Музейный кампус Чикаго включает три крупных достопримечательности:
  - Планетарий Адлера,
  - Аквариум Шедда,
  - Филдовский музей естественной истории.

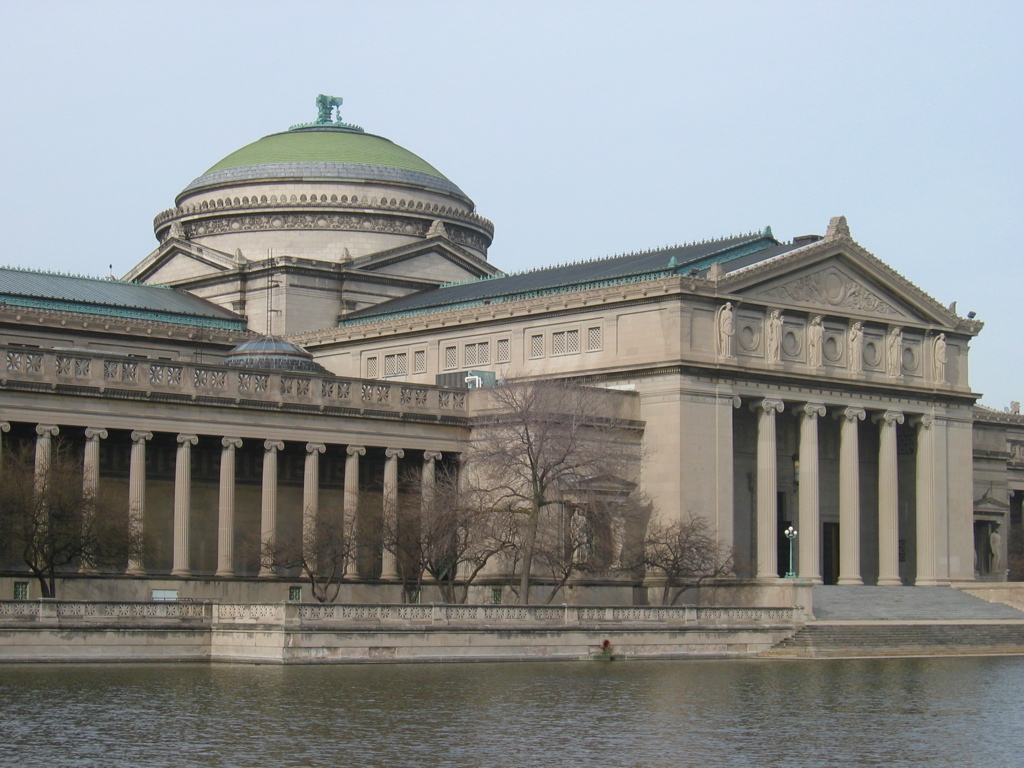
Музей науки и промышленности

- Музей науки и промышленности (Чикаго)
- Чикагский институт искусств
- Чикагский культурный центр
- Музей современного искусства Чикаго
- Детский Музей Чикаго
- Музей природы Чикагской академии наук
- Музей института Культуры города Чикаго
- Музей архитектуры и дизайна города Чикаго
- Международный музей хирургии в Чикаго
- Исторический музей Чикаго
- McCormick Place

### Театры
В Чикаго, признанной театральной столице Америки, огромное количество небольших театров и студий, многие из которых появились в последние десятилетия, но уже успели завоевать признание зрителей. Здесь начинали такие актёры как Билл Мюррей, Джон Белуши, Дэн Эйкройд, Гилда Рэднер, Майк Майерс, Крис Фэрли. Здесь идут оригинальные драматические произведения и шоу, аналогичные бродвейским.

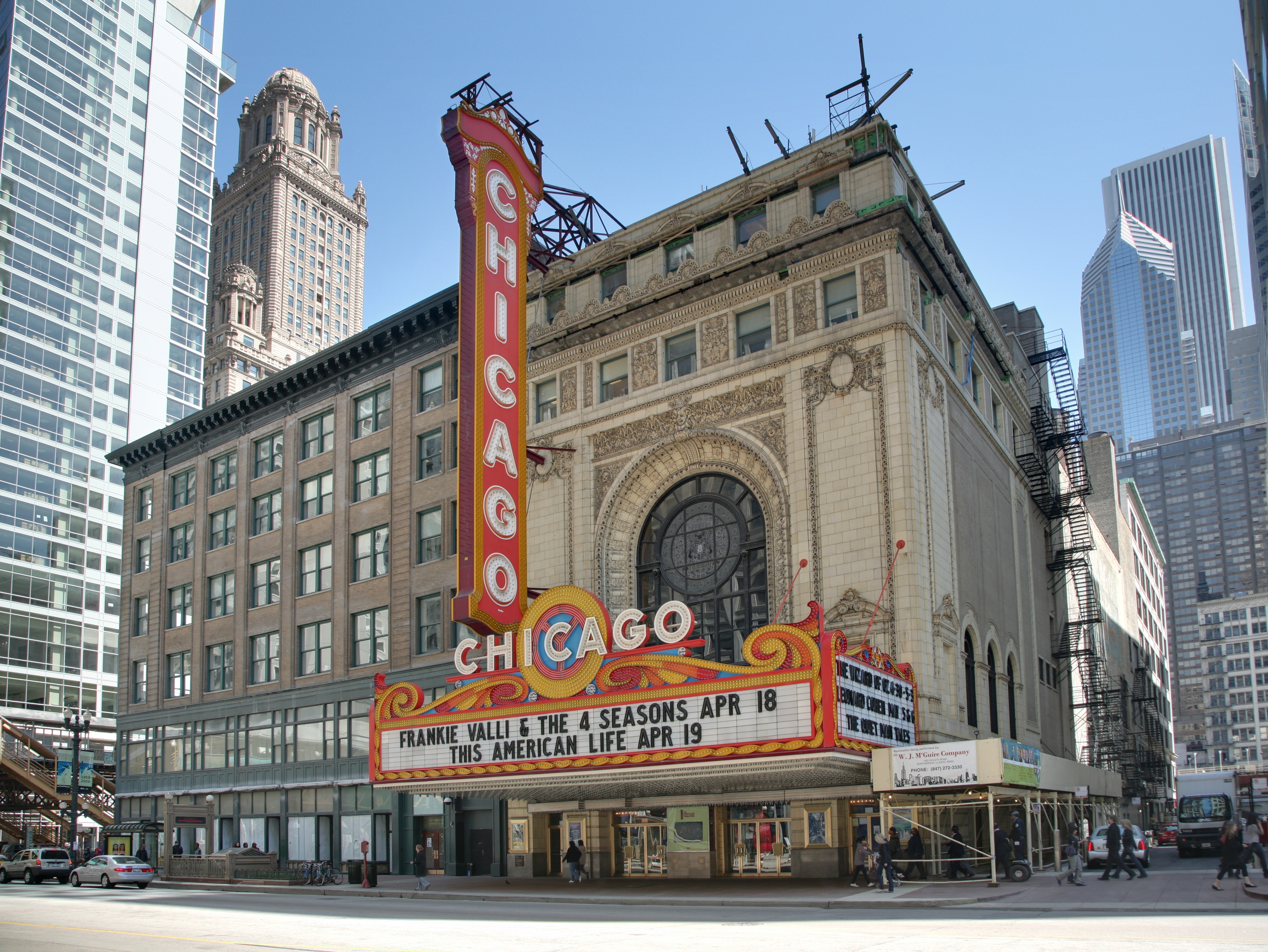
Театр «Чикаго»

- «Пиквик» — Парк-Ридж

### Кино, сериалы
Американские телесериалы
- Правосудие Чикаго
- Пожарные Чикаго
- Полиция Чикаго
- Медики Чикаго
- Скорая помощь
- Хорошая жена
- Бесстыжие
- Майк и Молли
- Медведь

## Образование

### Образовательные учреждения
С 1850-х годов Чикаго стал одним из мировых центров высшего образования и научных исследований благодаря ряду университетов, находящихся в самом городе или в его окрестностях. Эти учебные заведения постоянно находятся в рейтинге лучших «Национальных университетов» Соединённых Штатов согласно оценкам, даваемым журналом U.S. News & World Report.
В число лучших университетов Чикаго входят:
- Северо-Западный университет
- Чикагский университет
- Университет Лойола Чикаго
- Университет Де Поля
- Иллинойсский технологический институт
- Иллинойсский университет в Чикаго

Первый президент Чикагского университета Уильям Рэйни Харпер способствовал созданию понятия колледжа с двухгодичным курсом обучения, открыв первый подобный колледж — Начальный колледж Джолит в США в 1901 году. Его дело было продолжено открытием в Чикаго многочисленных колледжей, включая семь наиболее известных: Городской колледж Чикаго, Колледж Ричарда Дж. Дэйли, Кеннеди-Кинг колледж, Малкольм Экс колледж, Олив-Харви колледж, Гарри С Трумэн колледж, Гарольда Вашингтона колледж, Уилбур Райт колледж, в дополнение к частному МакКормик колледжу.
В Чикаго имеются также большое количество учебных заведений для послеуниверситетского образования (аспирантура), а также семинарий и теологических школ, таких как: Адлеровская школа профессиональной психологии,Чикагская школа профессиональной психологии, Католическая богословская ассоциация, Библейский институт Муди и Богословская школа университета Чикаго.

### Библиотеки
Первая публичная библиотека города, Чикагская публичная библиотека, была создана только в 1873 году после Великого чикагского пожара. После этого пожара 1871 года королева Виктория и видные политики Британии выступили с предложением пожертвовать книги в библиотеку, но оказалось, что никаких публичных библиотек в городе не было. ЧПБ сначала размешалась в уцелевшей водонапорной башне, книги хранились в резервуаре, а читальный зал был в кирпичном основании. В 2014 году ЧПБ получает национальную медаль музейных и библиотечных услуг.

## Спорт
В Чикаго располагаются 16 профессиональных спортивных команд. Чикаго также является одним из нескольких городов США, в котором есть команды всех четырёх главных спортивных лиг Северной Америки (американский футбол, бейсбол, баскетбол и хоккей с шайбой). При этом каждый из 4 клубов хотя бы раз выигрывал лигу. Две чикагские команды из Главной лиги бейсбола («Кабс» и «Уайт Сокс») выступают в разных территориальных дивизионах.
| Клуб             | Вид спорта          | Лига | Стадион               | Основан |
| ---------------- | ------------------- | ---- | --------------------- | ------- |
| Чикаго Беарз     | Американский футбол | NFL  | «Солджер Филд»        | 1919    |
| Чикаго Блэкхокс  | Хоккей с шайбой     | NHL  | «Юнайтед-центр»       | 1926    |
| Чикаго Буллз     | Баскетбол           | NBA  | «Юнайтед-центр»       | 1966    |
| Чикаго Кабс      | Бейсбол             | MLB  | «Ригли Филд»          | 1870    |
| Чикаго Уайт Сокс | Бейсбол             | MLB  | «U.S. Cellular Field» | 1900    |
| Чикаго Файр      | Футбол              | MLS  | «Солджер Филд»        | 1997    |
| Чикаго Скай      | Баскетбол           | WNBA | «UIC Pavilion»        | 2006    |
| Чикаго Шэмрокс   | Лакросс             | NLL  | «Sears Centre»        | 2006    |

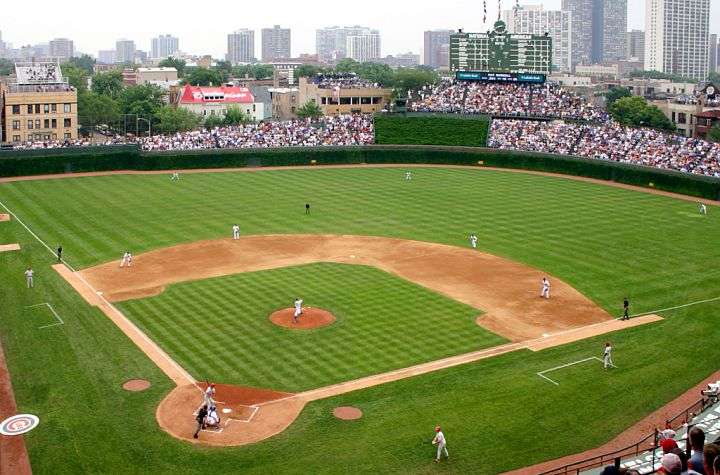
Ригли Филд

Чикаго был кандидатом на проведение летних Олимпийских Игр 2016 года, однако потерпел поражение уже в первом туре голосования, уступив Токио, Мадриду и Рио-де-Жанейро, который и стал победителем.

## Инфраструктура

### Транспорт
Основная статья: Транспорт Чикаго

### Системы здравоохранения
Медицинский район Иллинойса находится на Ниа-Уэст-Сайде. Он включает в себя Медицинский центр Университета Раша, который занял второе место среди лучших больниц в Большом Чикаго по версии US News & World Report за 2014—2016 годы, Медицинский колледж Иллинойсского университета в Чикаго, больницу имени Джесси Брауна штата Вирджиния и больницу имени Джона Строгера-младшего округа Кук, ставшей из самых загруженных травматологических центров в стране.

## Города-побратимы
У Чикаго 29 городов-побратимов:
- Гана: Аккра (1989)
- Иордания: Амман (2004)
- Греция: Афины (1997)
- Сербия: Белград (2005)
- Великобритания: Бирмингем (1993)
- Турция: Анталья (2002)
- Колумбия: Богота (2009)
- Республика Корея: Пусан (2007)
- Марокко: Касабланка (1982)
- Индия: Нью-Дели (2001)
- ЮАР: Дурбан (1997)
- Ирландия: Голуэй (1997)
- Швеция: Гётеборг (1987)
- Германия: Гамбург (1994)
- Украина: Киев (1991)
- Пакистан: Лахор (2007)
- Швейцария: Люцерн (1998)
- Мексика: Мехико (1991)
- Италия: Милан (1973)
- Япония: Осака (1973)
- Израиль: Петах-Тиква (1994)
- Чехия: Прага (1990)
- Китай: Шэньян (1985), Шанхай (1985)
- Канада: Торонто (1991)
- Литва: Вильнюс (1993)
- Польша: Варшава (1960)

Города-партнёры
- Франция: Париж (1996)[38]

#### Бывшие города-побратимы
- Россия: Москва (1997 — 2022). После вторжения России на Украину Чикаго прекратил сотрудничество[39].

## В астрономии
В честь Чикаго назван астероид (334) Чикаго, открытый в 1892 году.